# Кутенаи
Кутенаите (на английски: Kootenai, Kutenai, Kootenay) са северноамериканско индианско племе, което живее в басейна на река Кутенаи в югоизточна Британска Колумбия и прилежащите части на Айдахо и Монтана. Говорят език изолат, който не е свързан с никой друг индиански език в Северна Америка.

## Име
Името кутенаи идва от дума в езика на чернокраките. Те наричат кутенаите „ктунаха – стройни хора“. Кутенаи е англиканизираната форма на тази дума. Самите те се наричат „сан’ка – хора от водите“.

## Култура
Начина им на живот е сходен с този на съседите им, но се отличават от тях по своята външност и обичаи. Те са доста високи и добре сложени хора и нямат нито тайни общества, нито развита кланова система. Културата им е ориентирана към реката, която им осигурява всичко необходимо и е мястото, където издигат селата си. В района на реката има само два сезона, лято и зима. Зимата е люта и реката замръзва. По това време хората живеят в постоянните си села, ловуват, ловят риба под леда и ловуват бизони в долините източно от Скалистите планини. Лятото е време за риболов и събиране на диви растителни храни.

### Социална организация
Основна обществена единица е домакинството, състоящо се от мъж и жена (баба и дядо), техните неженени деца, женените дъщери със съпрузите и децата си и понякога женен син с жена му и децата им. Всички те споделят един дом и огън и си помагат в работата. Най-старият и най-опитен мъж е признат за водач на домакинството. Мъжкото задължение са лова и набезите, а женско обработката и консервирането на храната, шиенето на дрехи, събирането на диви растителни храни и грижата за децата и дома. Обществото на кутенаите е разделено на 4 социални ранга:
1. насу’кин – водача на групата или селото
2. куанакунамик – войните
3. кнупкуакуакуа – тези, които имат сила от видение
4. умачини – тези с истинска сила[1]

### Жилища
Традиционно жилище е конична колиба от пръти покрита със смърчови или елхови клонки, или кора. След въвеждането на коня започват да използват типито. Някои техни групи използват дълги покрити с рогозки от папур домове, подобни на салишките.

### Политическа организация
Зимното село е ръководено от един уважаван мъж, който притежава голяма духовна сила, която му помага в лова, игрите и войната, и който е известен със своята щедрост. Този водач, наричан „насу’кин“ координира всички дневни занимания. Друг водач, „якасин“ отговаря при пътуване и построяване на лагера. Всяка група има по двама такива водачи. Други важни лидери са риболовните и ловни водачи, които също притежават голяма духовна сила.
Имат 3 или 4 общества. Едно от тях, Лудите кучета е чисто мъжко обединение, което обикновено изпълнява функцията на племенна полиция и наблюдава провеждането на церемонията Танца на Слънцето. В него членуват мъже, получили силата си от кучето. Обществото е водено от вожд и помощник – вожд. Другото общество е Лудите сови, което е женско обединение. Шаманите също имат свое общество.

### Облекло
Основно облекло за мъжете е риза, гамаши, набедреник и мокасини, а за жените дълга рокля и мокасини. Дрехите са богато украсени с мъниста, пера и бродерия. Материалите за изработката на дрехите се различават в зависимост от местоположението. Дрехите на долните кутенаи са изработени от дървесно лико, растителни влакна и кожи, а на хората от горната дивизия са изработени само от кожи, подобно на прерийното облекло.

### Брак и погребални практики
Бракът обикновено е моногамен.
Мъртвите са обличани в най-хубавите им дрехи, увивани са в кожи и временно са поставяни на дървено скеле. По-късно са погребвани. Семейството на мъртвия раздава имуществото му и не споменава никога повече името му.

### Космология
Според космологията им Светът е разделен на 3 части – Земя, Вода и Небе. Земята е остров обграден с вода, а небето е тяхна противоположност. Земята е заета от хората, животните, растенията и от природни и човекоподобни обекти. Водата е дом на водните животни и растения, както и на природните явления. Небето е дом на Слънцето. Всички те имат физически и духовен аспект.

## Религиозни практики
Важна част от живота на човек е по време на юношеството да се сдобие с дух – помощник. Това става обикновено чрез ритуала за Търсене на видение. Под ръководството на някой шаман, младежа се отправя в усамотена местност, където в продължение обикновено на 4 дни пости и се моли на духовете да се смилят над него и да му помогнат. Кулминацията настъпва, когато му се яви някое животно като видение, което му предава някои наставления и песни и се съгласява да му бъде помощник за цял живот.
Важни религиозни церемонии са Танца на Слънцето и Танца на войната.

## Подразделения
Географски кутенаите са разделени на две дивизии – горни и долни. Горните кутенаи живеят в долината на река Кутенаи от Либи и Дженкинс в Монтана, до езерата на Колумбия в Британска Колумбия. Долните кутенаи живеят в долната част на долината на река Кутенаи и около езерото Кутенаи. Основна разлика между двете групи е че горните кутенаи са занимават предимно с лов, а долните с риболов. Въвеждането на коня около 1792 г. води до още по-големи различия между двете дивизии. Горните започват да разчитат основно на бизоните за храна, докато долните си остават рибари. Резултатът от това е все по-честите контакти на горните кутенаи с прерийните народи и адаптирането им към тяхната култура.
Двете дивизии се подразделят на по няколко местни групи, които са свързани социално и културно помежду си. Всяка група се идентифицира с името на зимното и село, което обикновено има от 150 до 200 души. През лятото селото се разпада като съставните семейства се разпръсват в търсене на храна. Между териториите на отделните групи няма ясно определени граници и често семействата се местят от група в група. По време на контакта с елите около 1800 г. племето има 6 регионални, местни групи – 4 принадлежат към горната дивизия и 2 към долната.
Горни кутенаи
- А’кискупук’ник – хората от двете езера. Около езерата на Колумбия.
- А’куам’ник – хората от Сейнт Мерис Ривър. В областта на Форт Стийл в Британска Колумбия.
- А’капуху’ник – хората от полята. В долината на река Табако.
- А’кийи’ник – в района на Либи и Дженкинс в Монтана.

Долни кутенаи
- А’какутлахалху (Акуклалху) – името е свързано с блатистата местнаст в долната част на река Кутенаи. Между река Кутенаи в Айдахо и северния край на езерото Пан дорей.
- Долни кутенаи – в Крестън в Британска Колумбия.[1]

## История
За първи път кутенаите се срещат с евроамериканците през 1792 г. Смята се, че по-рано племето живее в равнините, но е изтласкано от там от чернокраките. През 1807 г. канадските търговци построяват Кутенай Хаус – първия търговски пост в земите им. Официално определената граница между Канада и САЩ през 1846 г. разделя племето на две. През 1855 г. е създаден резервата Флатхед за салишите и кутенаите. Някои кутенаи отказват да се заселят в него и отиват в Британска Колумбия. За тези, които остават през 1896 г. неофициално се създава резервата Кутенаи. През 1960 г. групата получава 425 000 долара компенсации за отнетите им земи. През 1974 г. официално е създаден резервата Кутенаи (2680 акра).
В Канада постепенно за отделните групи са създадени резервати. Днес канадските кутенаи са концентрирани в 4 общности – Колумбия Лейк, Сейнт Мерис Ривър, Шусвап и Табако Плейнс и Долни кутенаи.
- Долните кутенаи (Якан нуикий) – в Кресчън контролират 8 резервата с обща площ от 2443 ха (1906)
- Групата Сейнт Мерис (Акуам) в Крейнбрук контролира 4 резервата – 7446 ха
- Групата Табако Плейнс (Акинкум аснукиит) в Грейсмиър контролира един резерват – 4227 ха (1884)
- Групата Колумбия Лейк (Акискунук) в Уиндърмиър контролира един резерват – 3401 ха (1884)[1][2]